# Médaille de Saint-Olaf avec branche de chêne
La médaille de Saint-Olaf avec branche de chêne est une récompense militaire norvégienne, qui a été instituée par le roi de Norvège Haakon VII le 6 février 1942. En Norvège, la médaille est considérée comme une récompense distincte de la médaille civile de saint Olaf, qui est décernée en reconnaissance des « services exceptionnels rendus dans le cadre de la diffusion d’informations sur la Norvège à l’étranger et pour le renforcement des liens entre les Norvégiens expatriés et leur pays d’origine ».

## Historique
Parmi les médailles de guerre norvégiennes, cette distinction est classée numéro deux, après la Croix de guerre, mais devant la Croix de liberté du roi Haakon VII. De tous les ordres et décorations en Norvège, à la fois militaires et civils, elle est classée comme numéro six, après la Croix de liberté du roi Haakon VII, mais avant la Médaille pour actes héroïques. La médaille civile de Saint-Olaf est classée numéro neuf. Si un récipiendaire devait recevoir la médaille deux fois ou plus, depuis le 6 octobre 1943 il faut ajouter plusieurs branches de chêne à la médaille.
Elle a été décernée à 779 Norvégiens, dont une femme. Quelques citoyens étrangers ont également reçu la médaille.

## Description
La médaille est en argent, le ruban reprend les couleurs du Drapeau de la Norvège. La branche de chêne symbolise le patriotisme, la bravoure et la force. La médaille porte également l’inscription en norvégien « HAAKON VII * NORGES KONGE * ALT POUR NORGE » (en français : « HAAKON VII * ROI DE NORVÈGE * TOUT POUR LA NORVÈGE »).